# Cueva de Nerja
Cueva de Nerja – zespół jaskiń położony w górach Sierra de Almijara, w okolicach miejscowości Nerja w prowincji Malaga w hiszpańskiej Andaluzji. Stanowisko archeologiczne.
Kompleks liczy łącznie 7219 m długości, i składa się z położonych na trzech poziomach galerii, przy różnicy poziomów pomiędzy poszczególnymi partiami dochodzącej do 68 m. Został odkryty przypadkiem w dniu 12 stycznia 1959 roku przez grupę chłopców szukających nietoperzy. W trakcie prac archeologicznych odkryto sekwencję warstw obejmującą poziomy górnopaleolityczne, chalkolityczne i neolityczne, aż do epoki brązu. Wykopaliska dostarczyły licznych znalezisk kamiennych i kościanych narzędzi oraz ceramiki. Znaleziono także liczne pochówki ludzkie z różnych okresów historycznych, z których najstarsze mogą pochodzić z okresu kultury solutrejskiej.
Jaskinia była zasiedlona przez ludzi od ok. 25 tys. lat p.n.e., początkowo jedynie epizodycznie, o czym świadczą ślady pobytu hien jaskiniowych. Od ok. 21 tys. lat p.n.e. osadnictwo przyjmuje charakter stały, pojawiają się pierwsze ślady sztuki figuralnej. Ówczesna ludność żywiła się rybami i ssakami morskimi, mięczakami i fauną leśną. W okresie neolitu pojawia się hodowla zwierząt i ceramika, a tereny wokół jaskini były użytkowane dla celów rolniczych. 
W jaskiniach znajdują się liczne nacieki jaskiniowe, w tym jeden z największych na świecie stalagmitów, o wysokości 32 metrów. Obecnie każdego roku w Cueva de Nerja odbywa się festiwal muzyki poważnej.